# Christina Rossetti
Christina Georgina Rossetti (Londres, 5 de dezembro de 1830 — Londres, 29 de dezembro de 1894) foi uma poetisa inglesa de origem italiana, irmã do pintor Dante Gabriel Rossetti, William Michael Rossetti e Maria Francesca Rossetti.
Seu pai, Gabriele Rossetti, era um poeta italiano e refugiado político do Reino das Duas Sicílias, sua mãe, Frances Polidori, era irmã de John William Polidori, amigo e médico de Byron.

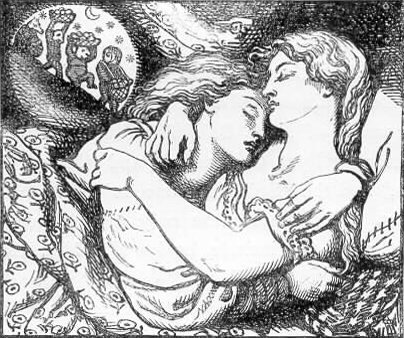
Ilustração de Dante Gabriel Rossetti para a capa de Goblin Market and Other Poems (1862), primeiro de poemas de Christina Rossetti

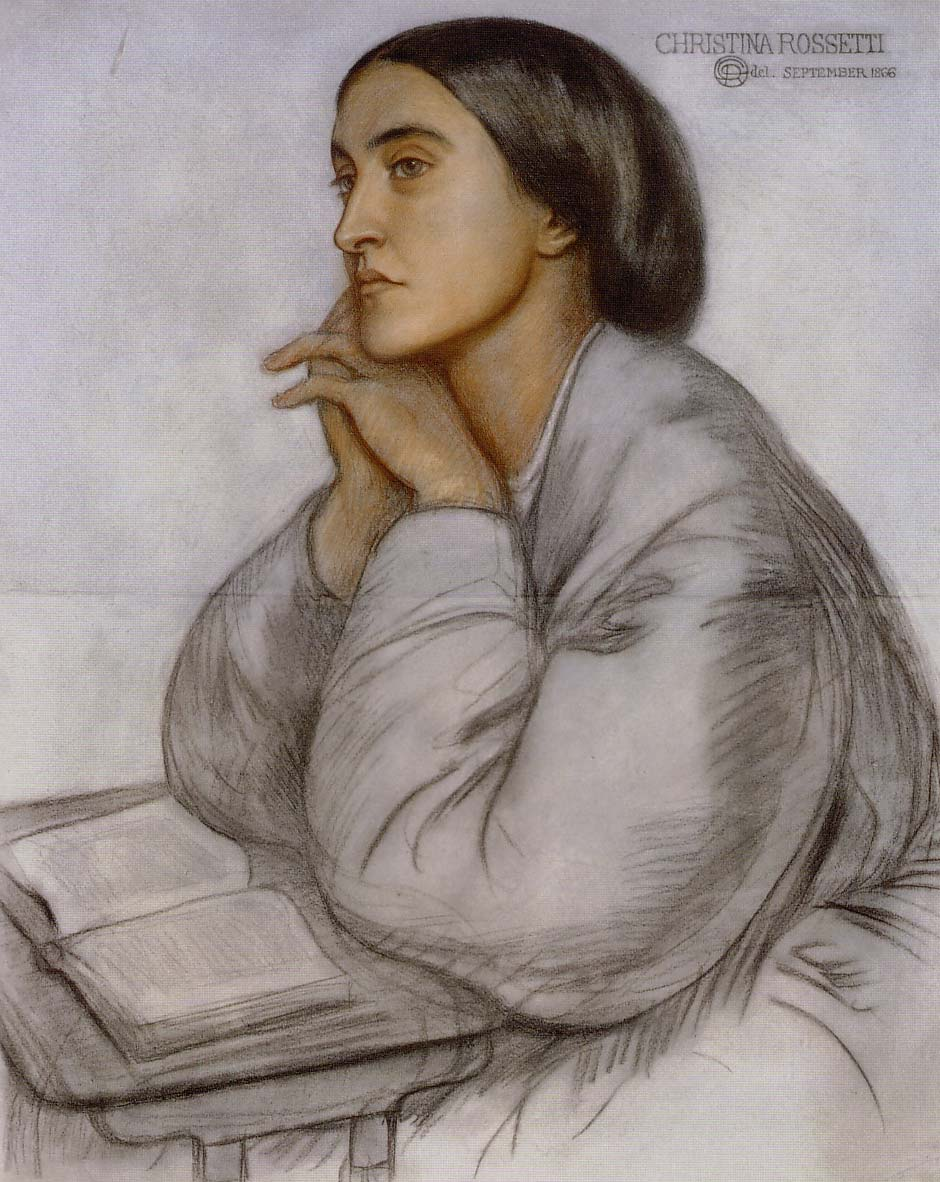
Retrato de Christina Rossetti, por seu irmão, Dante Gabriel Rossetti

Morreu aos 64 anos em 29 de dezembro de 1894, vítima de um câncer. 

## Obra
- Goblin Market and Other Poems (1862)
- The Prince's Progress and Other Poems (1856)
- Sing-Song: a Nursery Rhyme Book (1872, 1893)
- A Pageant and Other Poems (1881)
- Verses (1893)
- In an Artist's Studio (1830-1894)